# Hrabstwo Johnson (Wyoming)
Hrabstwo Johnson (ang. Johnson County) – hrabstwo w stanie Wyoming w Stanach Zjednoczonych. Obszar całkowity hrabstwa obejmuje powierzchnię 4174,71 mil² (10 812,45 km²). Według szacunków United States Census Bureau w roku 2009 miało 8531 mieszkańców. Jego siedzibą administracyjną jest Buffalo.
Hrabstwo powstało w 1875 roku. Jego nazwa pochodzi od nazwiska E. P. Johnsona, prawnika z Cheyenne.

## Miasta
- Buffalo
- Kaycee